# Xavier du Crest de Villeneuve
Xavier François Marie du Crest de Villeneuve, né le 9 mars 1924 à Damas (Syrie) et mort le 13 décembre 2018 à Meudon, est un officier français du XXe siècle. 

## Biographie

### Lignage
Il est issu d'une lignée qui s'est consacrée à chaque génération au service des armes. Il a comme arrière-arrière-grands-pères le vice-amiral Alexandre Louis du Crest de Villeneuve, héros de la bataille de Trafalgar, le maréchal de France Rémy Exelmans et l'amiral Louis Henri de Gueydon, gouverneur général de l'Algérie. Les amiraux Alexandre du Crest de Villeneuve, Jean Sallandrouze de Lamornaix, Auguste de Penfentenyo et Maurice Exelmans sont ses arrière-grands-pères. Ses grands-pères sont le capitaine de vaisseau Henri du Crest de Villeneuve et l'amiral Antoine Exelmans. Son père, le général Pierre du Crest de Villeneuve, a été pendant la Seconde Guerre mondiale un des responsables du renseignement de l'armée de terre. Son oncle, le lieutenant-colonel René Génin, mort pour la France en Syrie, est compagnon de la Libération. Il est le cousin d'Alain de Penfentenyo dont le nom est porté par un des commandos de la Marine nationale.

### Seconde Guerre mondiale
Xavier de Villeneuve veut suivre la vocation militaire familiale. En 1942, il prépare Saint-Cyr au Prytanée national militaire, alors replié à Valence (Drôme). Il ne supporte pas l'occupation étrangère et s'évade de l'école au début de 1943, avec trois camarades, pour rejoindre Alger et combattre. Il traverse clandestinement la France et arrive à Prats-de-Mollo d'où il franchit les Pyrénées. Arrêté en Espagne, il est emprisonné. Se faisant passer pour Anglais, il obtient d'être remis aux autorités consulaires britanniques qui lui permettent d'atteindre Gibraltar. 
Il arrive au Maroc et s'engage dans la cavalerie, au 5e régiment de chasseurs d'Afrique. Il passe ensuite au 1er régiment de chasseurs d'Afrique, poursuit son instruction à Nemours et est nommé chef de char. Il participe au  débarquement de Provence avec son char, le Faidherbe, remonte la vallée du Rhône avec la  5e DB, combat pendant la bataille d'Alsace. Il est blessé à Chavannes-les-Grands, puis gravement  touché à Kaysersberg. Il préfère quitter  les hôpitaux sans autorisation pour rejoindre son unité et l'équipage de son char. Il reprend le combat en Allemagne et est blessé une troisième fois, à Klingenberg-am-Main.

### Maroc et Indochine
Après avoir participé à l'occupation française en Allemagne, et fait l'École de cavalerie de Saumur, il est affecté au Maroc en 1947, au 1er tabor marocain. Il part en 1950 avec son tabor en Indochine. En septembre, il combat à la bataille de la RC 4. Il participe à l'évacuation de Cao Bằng, aux opérations Tiznit et Thérèse, aux combats de Nakao. Le 28 septembre, Xavier de Villeneuve réussit à Poma un coup de main sur une colonne d'artillerie, qu'il fait prisonnière.

#### Coc-Xa
Au début d’octobre, les Français sont encerclés dans la cuvette de Coc-Xa. Dans la nuit du 7 octobre 1950, les compagnies du 1er bataillon étranger de parachutistes, commandé par le chef de bataillon Pierre Segretain, sont successivement anéanties en tentant de sortir du défilé. Le lieutenant du Crest de Villeneuve s'illustre en chargeant aussitôt après, avec le 59e goum du 1er tabor, qui hurle dans la nuit la chehada. Il réussit sa percée, ouvrant le passage aux rescapés de la colonne Le Page.
Quelques jours plus tard, il est fait prisonnier par les Viets. Il connait pendant deux ans la captivité du camp no 1 et en sera un des survivants, comme son camarade le lieutenant Jean-Jacques Beucler.
Après sa libération, Xavier de Villeneuve donne à Saïgon une interview au journaliste Max Clos, alors correspondant de l'Associated Press pour l'Extrême-Orient, dans laquelle il exprime sa solidarité et son soutien à ses camarades encore prisonniers, suivant la promesse qu'il leur avait faite, dans un sens qui puisse contribuer à alléger leurs épreuves. L’interview, reprise aussitôt dans la presse française et notamment Le Monde, crée des  controverses et la réprobation d'une partie de l'état-major à Paris, ce qui entravera l'avancement de l'officier mais lui vaudra le soutien après leur libération de ses camarades de captivité.
Xavier de Villeneuve est affecté en 1953 auprès du général Jean Lecomte, chef d'état-major des troupes d'Afrique du Nord. Il repart au Maroc, suit les cours  des Affaires Indigènes à Ouaouizarth jusqu'à l'indépendance du Maroc. Il est ensuite pendant deux ans chef de cabinet du général Lecomte, commandant de l’École de guerre  et de l'École d'état-major. Il quitte l'armée en 1956, à 32 ans, et commence une carrière civile diversifiée qui se poursuivra à la Compagnie bancaire et s'y achèvera en 1989.
Dans ses mémoires, Xavier de Villeneuve consacre de nombreux chapitres au récit de ses campagnes militaires. La bataille de la RC 4 et le long et éprouvant emprisonnement au camp no 1 y font l'objet d'une relation humaniste détaillée.

## Distinctions militaires
- Commandeur de la Légion d'honneur[10]
- Médaille militaire
- Croix de guerre 1939-1945
- Croix de guerre des Théâtres d'opérations extérieurs
- 1re classe honoraire de la Légion étrangère.

## Fonctions électives
- Conseiller municipal, adjoint au maire de Vendeuvre-sur-Barse (1983-1995).

## Ouvrage
- Chemin de Damas... à Vendeuvre, hommages et témoignages, 504 p., Éditions Pour Mémoire, Paris, 2009.